# Північне кладовище (Київська область)
Півні́чне кладови́ще — діючий з 1989 року київський міський некрополь у Київській області, поблизу сел Рожівка та Рожни. Площа — 80 гектарів.

## Про кладовище
На 2009 рік на ньому з часу відкриття було поховано близько тридцяти тисяч осіб. До початку повномасштабного російського вторгнення на кладовищі відбувалось в середньому 650 поховань на місяць.
Киян на цвинтарі ховають безкоштовно: родичі померлого оплачують лише ритуальні послуги. За кошти держави на ньому зроблено понад десять тисяч поховань невпізнаних і незатребуваних тіл померлих.
На території цвинтаря знаходиться церква Святителя Миколая Мірлікійського УПЦ (МП).

## Поховані
- Дмитренко Олексій Максимович (1940—2009) — письменник.
- Наконечний Валерій Павлович (1951—2011) — актор, заслужений артист України.
- на території цвинтаря знаходиться ділянка з похованнями Києво-Покровського монастиря.

## Транспорт
До кладовища ходив приміський маршрут № 258 від станції метрополітену  «Лісова» через м. Бровари. Нині скасований.

## Галерея

План-схема кладовища
Початок кладовища
Початок кладовища